# Мелница „Бошава“
Стара автоматична мелница „Бошава“ (на македонска литературна норма: Стара автоматска мелница „Бошава“) е индустриална сграда, мелница, в град Демир Капия, Северна Македония. Мелницата е обявена за паметник на културата.
Мелницата е разположена в южната част на града, на улица „Маршал Тито“ № 147. Състои се от три сгради, които имат вътрешна комуникация помежду си – мелничната хидроцентрала, автоматичната мелница и административната сграда, на която отзад е построен помощен обект.